# Pangus
Pangus is een geslacht van kevers uit de familie van de loopkevers (Carabidae). De wetenschappelijke naam van het geslacht is voor het eerst geldig gepubliceerd in 1821 door Dejean.

## Soorten
Het geslacht Pangus is monotypisch en omvat slechts de volgende soort:
- Pangus scaritides (Sturm, 1818)